# Zielen (boek)
Zielen (originele titel The Host) is een sciencefictionroman geschreven door Amerikaanse auteur Stephenie Meyer. Zielen kwam uit op 6 mei 2008 en is vertaald naar het Nederlands, Duits, Zweeds, Portugees, Italiaans, Spaans en nog andere talen. De proloog en het vierde hoofdstuk van het boek staan op de site van Stephenie Meyer.

## Achtergrond
Het idee van The Host kwam op een trip van Phoenix naar Salt Lake City.
Het was niet de bedoeling om Ian als hoofdpersoon mee te laten doen. Meyer had ook niet het idee om een romance tussen Ian en Wandelaar te laten starten totdat Jared op Wandelaars zenuwen werkte en Ian niet genegeerd wilde worden.
De titel 'The Host' komt uit het perspectief van de hoofdpersoon, namelijk Wandelaar (Wanda) omdat haar 'host'(= gastvrouw, in dit geval onvrijwillig) haar kijk op de wereld verandert.

## Het verhaal
Melanie Stryder is een van de leden van een beweging, namelijk 'het verzet'. Samen met haar jongere broer Jamie en de man van wie ze houdt, Jared, is ze op de vlucht voor de zielen die de aarde proberen over te nemen. Zielen zijn dingen die een lichaam nodig hebben om te leven. Nadat ze het lichaam overnemen, wissen ze het geheugen. Wandelaar is een van deze zielen en heeft al geleefd op acht planeten, Melanie wordt haar negende lichaam. Nadat ze in het lichaam is geplaatst, is Wandelaar geschokt door de overweldigende gevoelens en zintuigen en merkt ze ook dat de vorige bewoonster niet zoveel zin heeft om haar lichaam op te geven.
De zoeker die aan Wandelaar is toegewezen, maakt zich zorgen over Wanda en haar beheersing over het lichaam en vooral over Melanie. Wandelaar wordt overstelpt door de levendige herinneringen en dromen over Jamie en Jared en daardoor houdt ze ook van de twee mannen. Ze wordt wanhopig over het feit of ze nog leven of niet. Tijdens een reis naar Tuscon, herinnert Melanie zich een gesprek met haar oom Jeb die vertelde over een geheime schuilplaats, waar Jared ook van af weet. Wandelaar gaat op pad door de woestijn en is vastberaden om deze schuilplaats te vinden. Ergens op de rand van hun dood wordt ze gevonden door Jeb. Ze wordt meegenomen naar de schuilplaats, dat eigenlijk een groot complex van grotten is waar een groep mensen van het verzet leven. Ze wordt slecht behandeld door onder andere Jared, Ian en Kyle. Maar later wordt ze 'Wanda' genoemd en krijgt ze vrienden, waaronder Jamie (de jongere broer van Melanie) en Ian. De zoeker die nog steeds niet overtuigd is van haar dood, komt haar zoeken in een helikopter. Kyle probeert Wanda te vermoorden door haar in de stroom te gooien. Maar door Wanda's verdediging valt hij zelf bijna in de rivier. Wanda redt hem. Nadien wordt er een rechtszaak gehouden en daaruit wordt beslist dat Kyle mag blijven. De vrienden van Wanda zijn het er niet mee akkoord, en vooral Ian, die vindt dat z'n broer het verdient om te sterven na z'n poging tot moord op Wanda. Intussen begint Ian verliefd te worden op Wanda. Als ze dit ontdekt, is ze in de war omdat ze ook grote gevoelens heeft voor Jared, door de herinneringen van Melanie.
Op een dag komen Jamie en Jared terug van een strooptocht, waarbij Jamie gewond is geraakt. De sfeer die er na de terugkomst hangt, brengt Wanda in de war en doet haar iets vermoeden. Ze laat Jamie eventjes alleen en loopt naar de ziekenzaal, daar doet ze een vreselijke ontdekking. De mensen hebben mensen ontvoerd en hebben haar familie(de zielen) proberen uit de mensen te snijden dit is echter niet gelukt... en alles lag onder het zilveren-bloed. De lijken lagen op de ziekentafel van Doc. Door deze ontdekking vindt ze dat mensen monsters zijn en rent ze naar een verlaten grot. Na een lange tijd van zoeken vinden ze haar. Ian gaat bij haar in de grot zitten en zo blijven ze drie dagen lang daar. De derde dag komt Jeb naar de grot en vertelt hij Wanda dat ze geen andere keus hadden. Wanda vertrouwt het niet echt, maar komt toch de grot uit. In die drie dagen is de gezondheid van Jamie zeer verslechterd. Als ze niet snel iets doen, sterft hij. Wanda en Jared vertrekken in het geheim om medicijnen te halen. Wanda snijdt in haar eigen arm, zodat genezers haar helpen en vertellen wat ze nodig heeft bij zo'n wonde. Als haar wonden genezen zijn, steelt ze de medicijnen en vertrekken Wanda en Jared terug naar de anderen. De medicijnen helpen en Jamie is gered.
De mensen ondervinden dat Wanda handig is omdat ze vertrouwd wordt door de andere zielen. Als ze terugkomt van een strooptocht, hebben de mensen de zoeker gevangengenomen. Wanda besluit om haar grootste geheim te onthullen, namelijk: hoe je een ziel uit een mensenlichaam kan halen zonder de ziel of de mens te doden. Ze belooft aan Doc dat ze het hem zal leren als hij akkoord gaat met haar twee voorwaarden. Ze mogen de zielen niet vermoorden en ze moeten hen naar een andere planeet sturen en hij moet ook de ziel van Wanda uit het lichaam van Melanie halen en haar begraven bij Wes en Walter, omdat ze geen parasiet meer wil zijn. Doc gaat akkoord met de voorwaarden en Wanda leert hem hoe hij de procedure moet uitvoeren.
Ian is woedend als hij te weten komt dat Wanda haar leven wil eindigen om Melanie terug aan Jared te geven. Hij sleurt haar mee naar z'n grot, waar Wanda realiseert dat ze van hem houdt. Toch sluipt ze weg als hij in slaap is gevallen. Doc haalt Wanda uit het lichaam. Wanda denkt dat ze daarna nooit meer zal ontwaken, maar later ontwaakt ze toch in een ander lichaam. Doc kon zich niet aan haar voorwaarden houden omdat Jared en Ian hem gedwongen hebben Wanda niet te vermoorden. Wanda blijkt toch gelukkig te zijn onder de mensen, en vooral met Ian, en zo begint haar tiende leven. Het boek eindigt als de mensen een andere groep van mensen tegenkomen, die ook een ziel bij zich hebben. Hierdoor denken ze dat er misschien ooit een dag komt dat zielen en mensen in harmonie met elkaar kunnen samenleven.

## Karakters
Wandelaar/Wanda:: Wandelaar is de ziel die in het lichaam van Melanie is geplaatst. Ze kreeg haar naam door het aantal planeten waar ze al op heeft geleefd, maar nooit een planeet heeft gevonden waar ze echt wilde blijven. Later krijgt ze de naam 'Wanda' van Melanies oom Jeb en haar broertje Jamie. Net als alle andere zielen, is ze van nature goed en walgt ze van geweld. Ze voelt zich zeer schuldig door haar aanwezigheid bij de geliefden van Melanie en door heel het boek plaatst ze anderen voor zichzelf. Ze voelt een enorme affectie voor Jared, de geliefde van Melanie, en haar jongere broertje Jamie door de herinneringen van Melanie. Uiteindelijk ontwikkelt ze een eigen relatie met beiden. De liefde voor Melanie groeit ook, ze houdt van Melanie net als van een zus. Ze is dan ook heel verdrietig als Melanie verdwenen blijkt te zijn. Ze doet alles om Melanie weer te ontwaken en ze belooft dat ze haar weer de controle over haar lichaam zal teruggeven. Wanda wordt verliefd op Ian O'Shea en voelt zich schuldig dat ze niet eerder z'n gevoelens kon beantwoorden. Wandelaar is al enkele duizenden jaren oud en ziet eruit als andere zielen. Later in het boek wordt ze overgeplaatst naar het lichaam van Blaadjes open naar de maan, afgekort Maan. Maan is klein en heeft gouden haren. In dat lichaam kan ze niet veel voor zichzelf doen en krijgt ze altijd de makkelijkste taken. Op het einde van het boek heeft ze een relatie met Ian en zegt ze dat Ian haar enige partner is en zal zijn.
Melanie "Mel" Stryder: Melanie is een jongvolwassene van 20 jaar die voordien altijd kon ontkomen aan de zielen, ze was steeds op de vlucht. Ze wordt toch gevangen en de ziel, genaamd Wandelaar, wordt in haar lichaam geplant. Ze blijft vechten en voedt Wandelaar met herinneringen van haar geliefden met de hoop dat Wandelaar haar ooit naar hen terugleidt. Melanie houdt ervan om sterk te zijn. Melanie is verliefd op een ander mens, Jared, en heeft een sterke moeder-zoonband met haar jongere broer Jamie. Melanie houdt ook van Wanda, als een zus. Ze is beschreven als mooi, groot en atletisch, een lichte huid, lang donkerbruin haar en kastanjebruine ogen.
Ian O'Shea : Hij is een van de mensen en z'n afkeer tegenover de zielen heeft hem zo ver gebracht dat hij bijna Wanda vermoord. Hij is veranderd van mening als hij en Jared over de zoeker discussieerden. Hij is ook een van de eerste karakters die afziet van de haat tegenover die zielen. Hij gelooft dat ze een onschuldig meisje is en dat ze niet gestraft moet worden omdat ze in het lichaam van Melanie zit. Later in het boek wordt hij verliefd op Wanda en is ze zeer belangrijk voor hem. Ian komt niet goed overeen met Jared, een stuk door de jaloezie over Wanda en Melanie, en ook omdat Jared zeer wreed was voor Wanda op het begin. Hij is de enige persoon die haar werkelijk begrijpt en hij voelt zich verantwoordelijk voor Wanda omdat ze zich altijd op de laatste plaats zet. Hij is zeer beschermend tegenover Wanda. Wanda omschrijft hem als: "goedmoedig genoeg om een ziel te kunnen zijn, maar sterk zoals alleen een mens kan zijn". Hij wordt beschreven als knap, een prachtige huid, en donkerblauwe ogen. Hij is ook zeer groot, gespierd en sterk.
Kyle O'Shea: Kyle is Ians koppige broer. Tijdens bijna heel het boek heeft hij een grote haat tegenover Wanda. Hij is beschreven als zeer sterk lijkend op Ian en een stem die precies op die van Ian lijkt als hij kalm is. Hij had een vriendin, Jodi, maar ze is gevangen en er werd een ziel in haar gestoken. Hij probeert haar te redden door de ziel uit haar lichaam te halen. Het lichaam van Jodi reageert niet en daarom plaatst hij de onschuldige ziel Sunny, zonlicht door het ijs, terug. Kyle is ook omschreven als groot, gespierd en sterk.
Jared Howe: Jared is de geliefde van Melanie. In de herinneringen van Melanie is hij liefdevol, maar na het verlies van Melanie is hij bitter geworden. Hij heeft een grote afkeer tegenover Wanda, behandelt haar wreed en komt bijna heel het boek niet met haar overeen. Omdat hij zoveel van Melanie houdt, krijgt hij op het einde ook een band met Wanda. Hij is een rivaal van Ian O'Shea omdat Ian hem ziet als concurrentie voor de gevoelens van Wanda. Hij is beschreven als uitzonderlijk knap en te mooi om waar te zijn.
Jamie Stryder : Jamie is de jongere broer van Melanie en is 14 als hij Wanda voor de eerste keer ontmoet. Hij begint ook van Wanda te houden door haar openheid tegenover z'n zus en ontwikkelt ook een broederlijke band met Wanda. Hij houdt van Wanda's verhalen over andere planeten. Hij heeft ook een bijzondere band met Jared, maar doordat Jared Wanda zo slecht en wreed behandelt, verzwakt deze band. Jamie wordt graag behandeld als een man. Hij is omschreven als de enige die geen problemen heeft met Wanda als ze in een ander lichaam geplaatst is, waarschijnlijk omdat hij Wanda en Melanie altijd als twee personen zag. Jamie heeft zwarte krullen, warme chocoladebruine ogen en een zongebruinde huid.
Oom Jeb: Jebediah "Jeb" is Melanies excentrieke nonkel. Hij was een van de eerste mensen die een alienoverheersing voorzag en dus bouwde hij een ondergronds grottencomplex. Melanie en Wanda geloven dat hij gek is. Hij gelooft dat Wanda bij de mensen hoort en zorgt ook voor ongemakkelijke situaties. Hij is zeker van zichzelf en loopt rond met een geweer terwijl hij zegt: 'mijn huis, mijn regels' Hij geeft goede adviezen. Jeb heeft een wilde baard en ogen met de kleur van oude jeans.
Doc: Een grote, slimme man die geneeskunde heeft gestudeerd en de dokter van de mensen is. Hij wordt getoond als emotioneel, ook al maakt hij het Wanda op het begin ongemakkelijk als hij haar meer als experiment dan als mens ziet. Later worden hij en Wanda vrienden en verdedigt haar zelfs tegenover de anderen. Hij heeft drankproblemen en wordt vaak dronken als hij weer mislukt in een geneeskundige missie. Doc heeft een onregelmatige relatie met het nichtje van Melanie, Sharon. Op het einde van het boek lijken ze weer samen. Zijn echte naam is Eustace.
De zoeker: De zoeker is ook een van de zielen. Door de haat tegenover de zoeker, wordt de band van Wanda en Melanie steeds beter. Ze is omschreven als zeer irritant wat normaal gezien niet zo is bij de zielen. Ze valt Wanda lastig omdat ze Melanies geest niet wegkrijgt. Later wordt onthuld dat het komt doordat ze onzeker is omdat ze zelf de geest van haar lichaam niet kan verjagen. Wanneer de ziel van de zoeker uit het lichaam is gehaald, herinnert ze zich haar naam - Lacey.

## Mogelijke vervolgen
Stephenie Meyer heeft in een interview verteld dat als er vervolgen zouden komen, dat ze 'The Soul' en 'The Seeker' zouden heten. In november 2009 heeft ze ook gezegd dat ze er graag een trilogie van zou maken.

## Prijzen
Het boek werd 'Best book of May' genoemd door Amazon.com
The Host stond ook op de eerste plaats in de New York Times-bestsellerslijst en bleef 26 weken op die lijst staan. Het boek stond ook 36 weken op de Los Angeles Times bestsellerslijst.

## Film
In september 2009 hebben Nick Wechsler, Steve Zwarts en Paula Mae Schwartz besloten om aan een verfilming mee te werken. Andrew Niccol schreef het verhaal. Saoirse Ronan heeft de rol van Melanie Stryder en Max Irons de rol van Jared Howe. De film ging op 27 maart 2013 in première.